# Chiesa di San Martino di Tours (Breggia)
La chiesa-oratorio di San Martino di Tours è un edificio religioso che si trova a Morbio Superiore, frazione di Breggia in Canton Ticino.

## Storia
La prima costruzione della chiesa risale alla metà del VI secolo, anche sei nei secoli successivi è stato più volte rimaneggiato: nel XII secolo è stato completamente ricostruito, nel XVI secolo l'abside è stata sostituita da un coro, nel XVIII e XIX secolo sono stati aggiunti corpi all'esterno.

## Descrizione
La chiesa si presenta con una pianta ad unica navata, con copertura a capriate. Lungo la navata è visibile una lapide marmorea in onore di Eutarico, genero di Teodorico il Grande, risalente al VI secolo: è l'unico manufatto ostrogoto ritrovato ad oggi in Canton Ticino.